# Charles Maximilien de Belleforière de Soyécourt

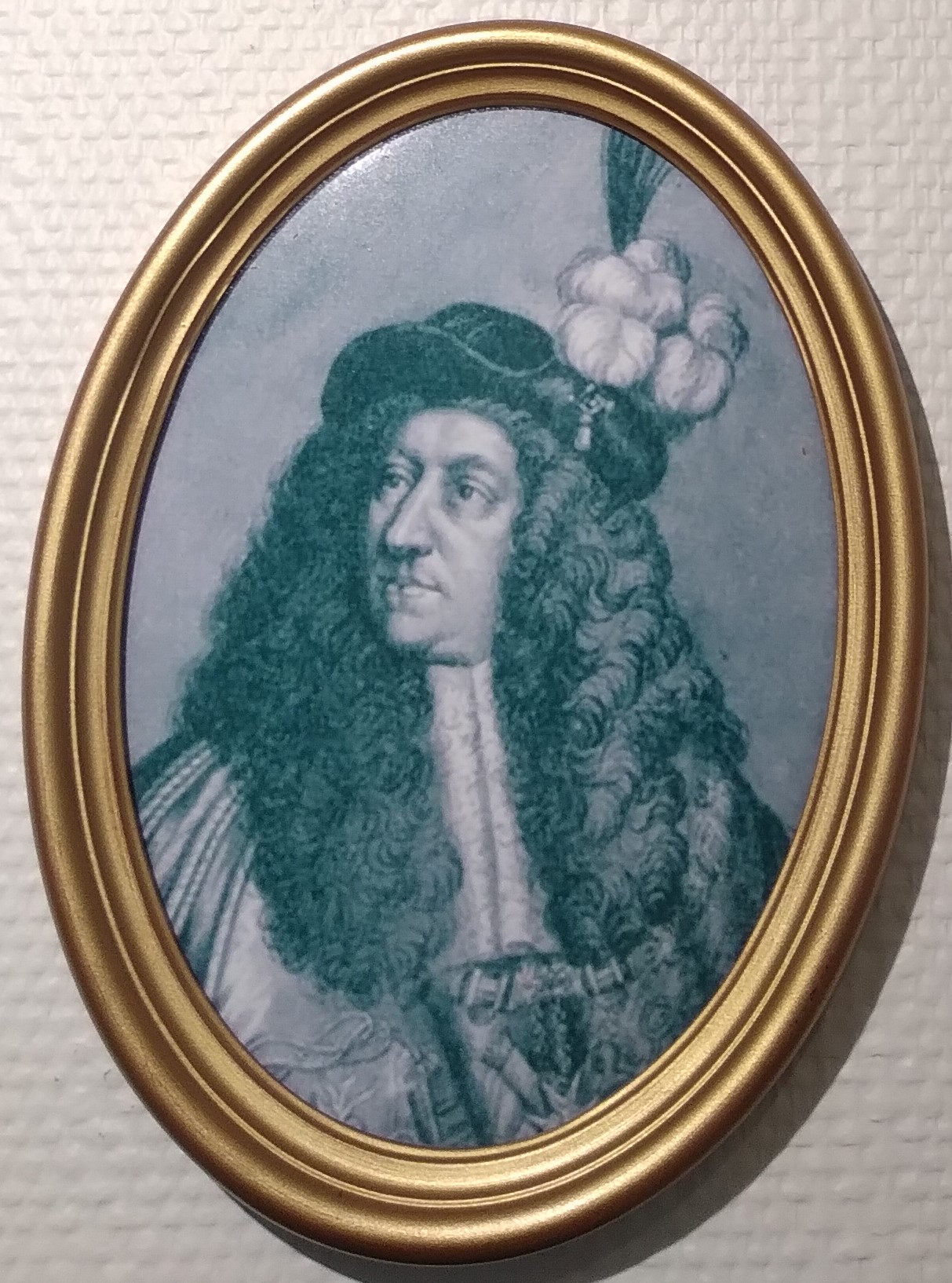
Porträt von Charles Maximilien de Bellforière de Soyécourt, Anonym, 17. Jahrhundert

Charles Maximilien de Belleforière de Soyécourt (* um 1619; † 12. Juli 1679) war ein Adliger aus der Picardie und Vertrauter Ludwigs XIV.

## Leben
Charles Maximilien de Belleforière war der Sohn von Antoine Maximilien de Belleforière (1591–1649), Marquis de Soyécourt, und Judith de Mesme. Er selbst war Marquis de Soyécourt, Baron d'Itres, Comte de Tilloloy et de Tupigny, Seigneur de Roye et de Guerbigny und anderen Orten.
Charles Maximilien schlug eine militärische Laufbahn ein. In der zweiten Hälfte des Französisch-Spanischen Kriegs (1635–1659) nahm er 1648 an der Belagerung von Ypern aus und kämpfte in der Schlacht bei Lens, 1649 bei der Belagerung von Cambrai und der Eroberung von Condé. Am 26. April 1652 wurde er zum Gouverneur der Stadt und Zitadelle von Rue ernannt. Am 2. August 1652 wurde er zum Maréchal de camp befördert und bekam am 5. August den Auftrag, das Regiment de Soyécourt als Garnison für Rue aufzustellen. Am 10. September 1653 wurde er zum Großmeister der Garderobe des Königs ernannt. Am 12. Dezember 1659 wurde sein Regiment aufgelöst. Am 31. Dezember 1661 wurde er zum Ritter im Orden vom Heiligen Geist ernannt.
Er stand in der Gunst Ludwigs XIV., der ihn während des Devolutionskrieges (1667/68) bei den Belagerungen von Tournai, Douai und Lille zu seinem Adjutanten machte. Am 12. Dezember 1669 wurde er zum Großjägermeister von Frankreich ernannt und damit zu einem der sechs hohen Beamten der Krone.
Molière soll sich für die Figur des Dorante in seiner Komödie-Ballett Les Fâcheux von Charles Maximilien haben inspirieren lassen. Er war der perfekte Höfling aufgrund seiner Geschicklichkeit, seiner vornehmen Manieren, seiner Originalität und seiner Prachtentfaltung.

## Ehe und Familie
Am 23. Februar 1656 heiratete er Marie-Renée de Longueil, Tochter von René de Longueil, Marquis des Maisons, Zweiter Präsident des Pariser Parlements, Finanzminister und Kanzler der Königinmutter Anna von Österreich. Ihre Kinder sind:
- Louis († 1674)
- Jean Maximilien († 1. Juli 1690 in der Schlacht bei Fleurus), Colonel des Régiment de Vermandois
- Adolphe († 2. Juli 1690 an Verwundungen aus der Schlacht bei Fleurus), genannt Chevalier de Soyécourt, Capitaine-lieutenant des Gendarmes Dauphins
- Marie-Renée († 25. April 1739, 82 Jahre alt), nach dem Tod ihrer Brüder Marquise de Belleforière genannt; ⚭ (Ehevertrag vom 5. Februar 1682) Thimoléon Gilbert de Seiglières († 1. Februar 1695), Seigneur de Boisfranc, Maître des requêtes ordinaire de l’Hôtel du Roi, Kanzler von Philippe II. de Bourbon, Duc d’Orléans
- Elisabeth († April 1725); ⚭ (1) 6. August 1682 Louis de Romillé, Marquis de La Chesnelaye et de Mauçon en Bretagne, Gouverneur von Fougères; ⚭ (2) 6. Oktober 1713 Joseph Joachim du Maz, Comte de Brossay

Zudem hatte er zwei uneheliche Söhne:
- (von Marie Hennemer) Louis (* 15. September 1666)
- (von einer unbekannten Frau) Jean, genannt Tirbous, 1689 geistlich bei den Augustiner-Discalceaten, 1708 als Kleriker in den Ordre de Saint-Jean de Jérusalem aufgenommen.